# Aleksandria Krzywowolska
Aleksandria Krzywowolska (prononciation : [alɛkˈsandrja kʂɨvɔˈvɔlska]) est un village polonais de la gmina de Rejowiec dans le powiat de Chełm de la voïvodie de Lublin dans l'est de la Pologne, à la frontière avec l'Ukraine.
Il se situe à environ 16 kilomètres à l'ouest de Chełm (siège du powiat) et 50 kilomètres à l'est de Lublin (capitale de la voïvodie).
Le village compte approximativement une population de 140 habitants en 2005.

## Histoire
De 1975 à 1998, le village est attaché administrativement à la voïvodie de Chełm.

Depuis 1999, il fait partie de la voïvodie de Lublin.